# Geniostoma rupestre
Geniostoma rupestre är en tvåhjärtbladig växtart som beskrevs av Forst.. Geniostoma rupestre ingår i släktet Geniostoma och familjen Loganiaceae.

## Underarter
Arten delas in i följande underarter:
- G. r. australianum
- G. r. borbonicum
- G. r. crassifolium
- G. r. crassum
- G. r. floribundum
- G. r. glaberrimum
- G. r. hoeferi
- G. r. lasiostemon
- G. r. ligustrifolium
- G. r. minor
- G. r. moluccanum
- G. r. myrtifolium
- G. r. rouffaeranum
- G. r. solomonense
- G. r. thymeleaceum
- G. r. tongense